# Kingdom (serial telewizyjny)
Kingdom – brytyjski serial wyprodukowany dla sieci telewizyjnej ITV. Głównym bohaterem jest Peter Kingdom, w którego rolę wcielił się Stephen Fry, radca prawny prowadzący kancelarię w małym miasteczku położonym w hrabstwie Norfolk. Fabuła koncentruje się na jego kontaktach z rodziną i pracy z ekscentrycznymi mieszkańcami miasteczka Market Shipborough.
W październiku 2009 Stephen Fry ogłosił na swoim blogu, że ITV anulowało serial, co zostało później potwierdzone przez stację.
W Polsce serial emitowany jest na kanale Hallmark Channel Polska.

## Obsada
- Stephen Fry – Peter Kingdom, radca prawny i właściciel kancelarii Kingdom & Kingdom.
- Hermione Norris – Beatrice Kingdom, przyrodnia siostra Petera.
- Karl Davies – Lyle Anderson, stażysta, a później wspólnik w kancelarii Kingdom & Kingdom.
- Celia Imrie – Gloria Millington, sekretarka w kancelarii Petera.
- Tony Slattery – Sidney Snell, mieszkaniec Market Shipborough, częsty i namolny klient blokujący miejscowe inwestycje.
- Phyllida Law – Ciotka Auriel.
- Dominic Mafham – Simon Kingdom, brat Petera, były wspólnik w kancelarii.